# Podostroma cornu-damae
Podostroma cornu-damae, il corallo mortale (In giapponese: kaén-také カエンタケ e in kanji 火炎茸 o 火焔茸, letteralmente “fungo del fuoco”), è una specie di fungo Ascomicete della famiglia delle Hypocreaceae.

## Tassonomia
Questa specie fu descritta per la prima volta con il nome di Hypocrea cornu-damae da Narcisse Théophile Patouillard nel 1895, poi fu inserita nel genere Podocrea nel 1905 dal veneziano Pier Andrea Saccardo. Nel 1994, i micologi giapponesi Tsuguo Hongō e Izawa Masana lo hanno inserito nel genere Podostroma e nel 2014 è stato inserito nel genere Trichoderma dai micologi cinesi ZHU Zhao-Xiang e ZHUANG Wen-Ying.

## Descrizione
La parte visibile è costituita da più coni provenienti da una base comune, detti stromi, composti da una rete di ife che costituiscono una struttura vegetativa portante un organo riproduttivo. Assomigliano a di corna di cervo (da cui il nome), di forma cilindrica ramificate e appiattite nella parte superiore. Ciascuno è alto 7-9 cm e spesso 0,5-0,7 cm. Sono di colore arancione scuro con una superficie liscia e senza peli.

## Ecologia e distribuzione
Questa specie è un saprofito del legno in decomposizione. Piuttosto raro, il Podostroma cornu-damae si trova in tutto l'arcipelago giapponese, in Corea del Sud e Cina, almeno in Sichuan e Tibet. È stato recentemente scoperto in Australia, dove è considerato nuovo.

## Tossicità
I corpi fruttiferi di questo fungo sono molto velenosi e hanno causato diversi decessi in Giappone. Il fungo contiene diverse micotossine tricotecene. P. cornu-damae è tossico al solo contatto: le tossine assorbite attraverso la pelle provocano dermatiti e reazioni allergiche. Quando viene toccato, può causare irritazioni alla pelle e dermatiti. Il suo consumo può provocare vomito, diarrea, febbre e vari sintomi che, se non trattati, possono portare a insufficienza d'organo o danno cerebrale e portare alla morte.

## Riferimenti tassonomici
- Fungorum : 808371| Trichoderma cornu-damae|(Pat.) Z.X. Zhu & W.Y. Zhuang, 2014
- MycoBank : 808371| Trichoderma cornu-damae|(Pat.) Z.X. Zhu & W.Y. Zhuang, 2014
- CatalogueofLife |  Trichoderma|cornu-damae|(Pat.) Z.X. Zhu & W.Y. Zhuang, 2014 Archiviato il 10 ottobre 2019 in Internet Archive.
- GBIF : 9698565| Trichoderma cornu-damae (Pat.) Z.X. Zhu & W.Y. Zhuang, 2014
- NCBI: 654480| Trichoderma cornu-damae (Pat.) Z.X. Zhu & W.Y. Zhuang, 2014